# Zakład Dynamiki i Diagnostyki Turbin Instytutu Maszyn Przepływowych im. Roberta Szewalskiego Polskiej Akademii Nauk
Zakład Dynamiki i Diagnostyki Turbin Instytutu Maszyn Przepływowych im. Roberta Szewalskiego Polskiej Akademii Nauk (IMP PAN) – jeden z zakładów Ośrodka Mechaniki Maszyn w Instytucie Maszyn Przepływowych im. Roberta Szewalskiego Polskiej Akademii Nauk z siedzibą w Gdańsku; prowadzi działalność naukowo-badawczą w zakresie modelowania, analizy i badań eksperymentalnych różnego typu maszyn wirnikowych, ze szczególnym uwzględnieniem zjawisk dynamicznych występujących w układzie wirnik–łożyska.

## Historia
Zakład powstał w roku 1956 jako Zakład Elementów Maszyn. W roku 1971 został przekształcony w Zakład Mechaniki Tarcia i Smarowania, a w roku 1998 – w Zakład Dynamiki Wirników i Łożysk Ślizgowych. Od roku 2014 funkcjonuje jako Zakład Dynamiki i Diagnostyki Turbin.
Kierownicy Zakładu:
- prof. mgr inż. Tadeusz Gerlach (w latach 1956–1991)
- prof. dr hab. inż. Jan Kiciński (w latach 1991–2014)
- dr hab. inż. Grzegorz Żywica, prof. IMP PAN (od roku 2014)

## Prace badawczo-rozwojowe
Tematyka prac badawczo-rozwojowych:
- Modelowanie i analiza zjawisk dynamicznych występujących w układach typu wirnik–łożyska
- Projektowanie i optymalizacja innowacyjnych maszyn wirnikowych (np. mikroturbin)
- Badania diagnostyczne maszyn energetycznych
- Rozwój innowacyjnych systemów łożyskowania
- Modelowanie i badania gazowych łożysk foliowych
- Zastosowanie drukowania przestrzennego w projektowaniu i budowie maszyn
- Projektowanie i badania układów kogeneracyjnych (np. układów ORC)

Pracownicy Zakładu uczestniczą w realizacji projektów badawczo-rozwojowych, a wyniki badań publikują w czasopismach naukowych o zasięgu międzynarodowym.

## Baza laboratoryjna
Zakład Dynamiki i Diagnostyki Turbin dysponuje czterema laboratoriami:
- Laboratorium Wibrodiagnostyki
- Laboratorium Mikrosiłowni Kogeneracyjnych ORC
- Laboratorium Szybkiego Prototypowania
- Zespół stanowisk badawczych w Centrum Badawczym PAN KEZO (Konwersja Energii i Źródła Odnawialne) w Jabłonnie[3]

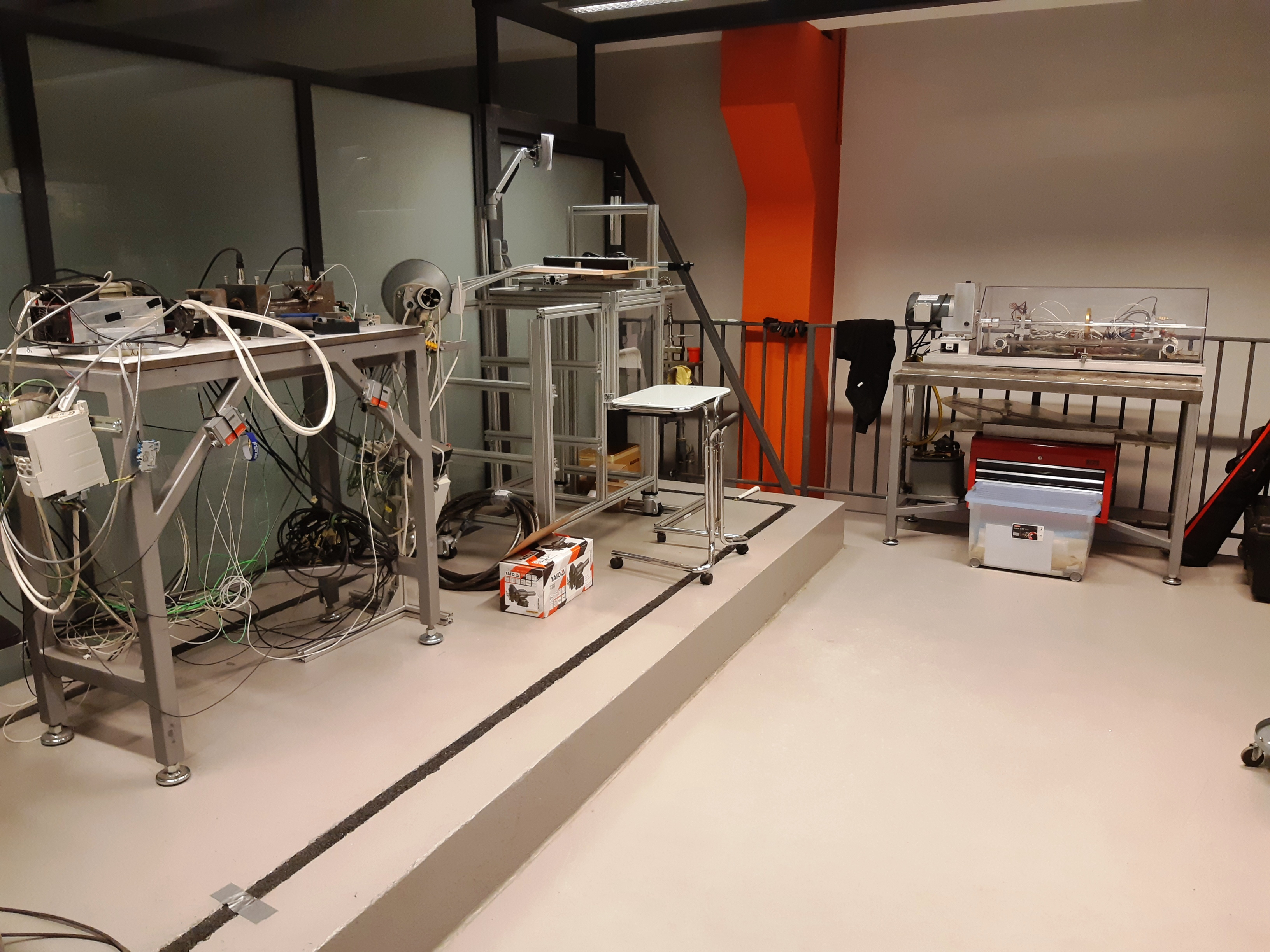
Stanowiska badawcze w Laboratorium Wibrodiagnostyki
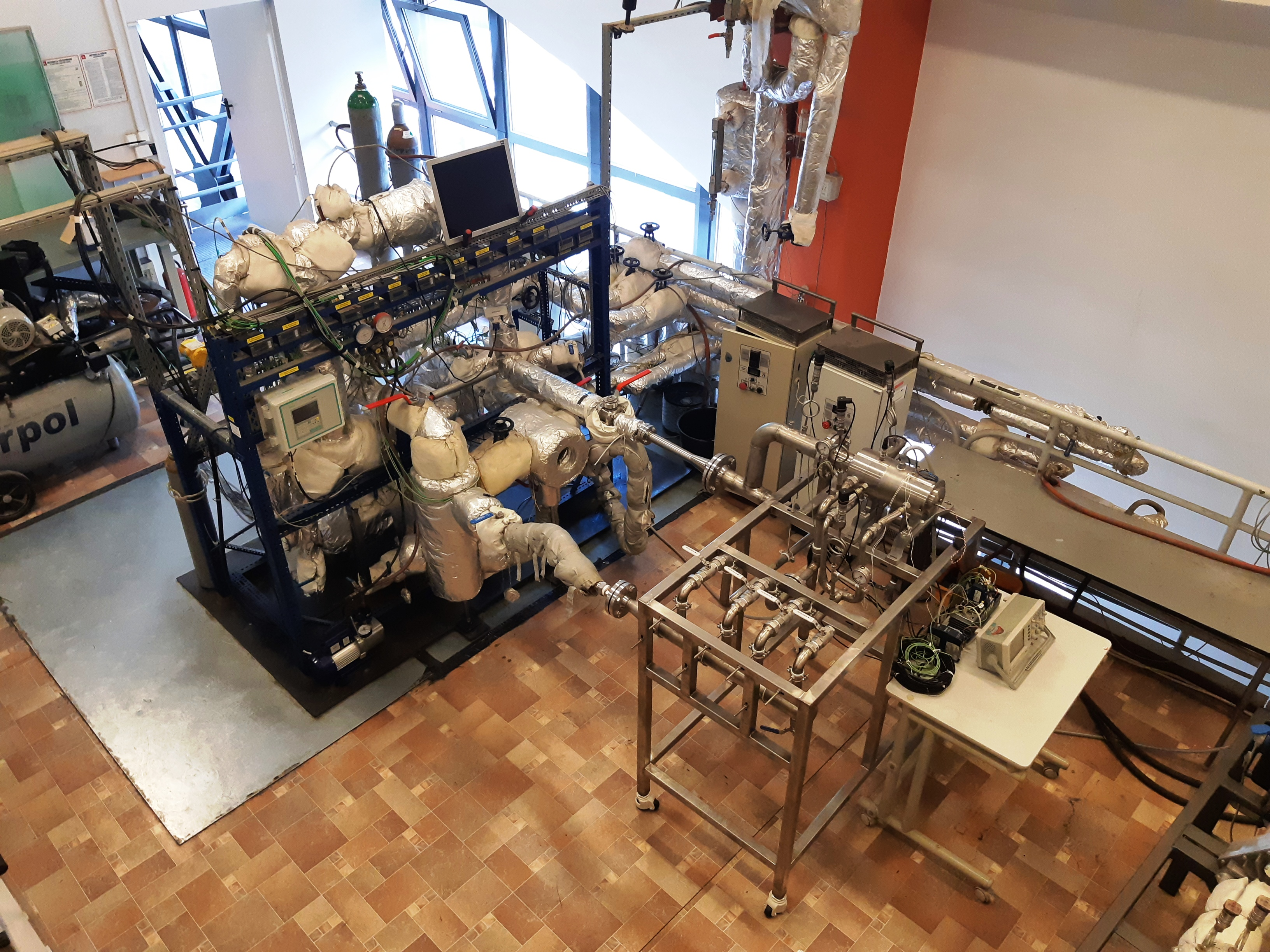
Stanowisko badawcze w Laboratorium Mikrosiłowni Kogeneracyjnych ORC
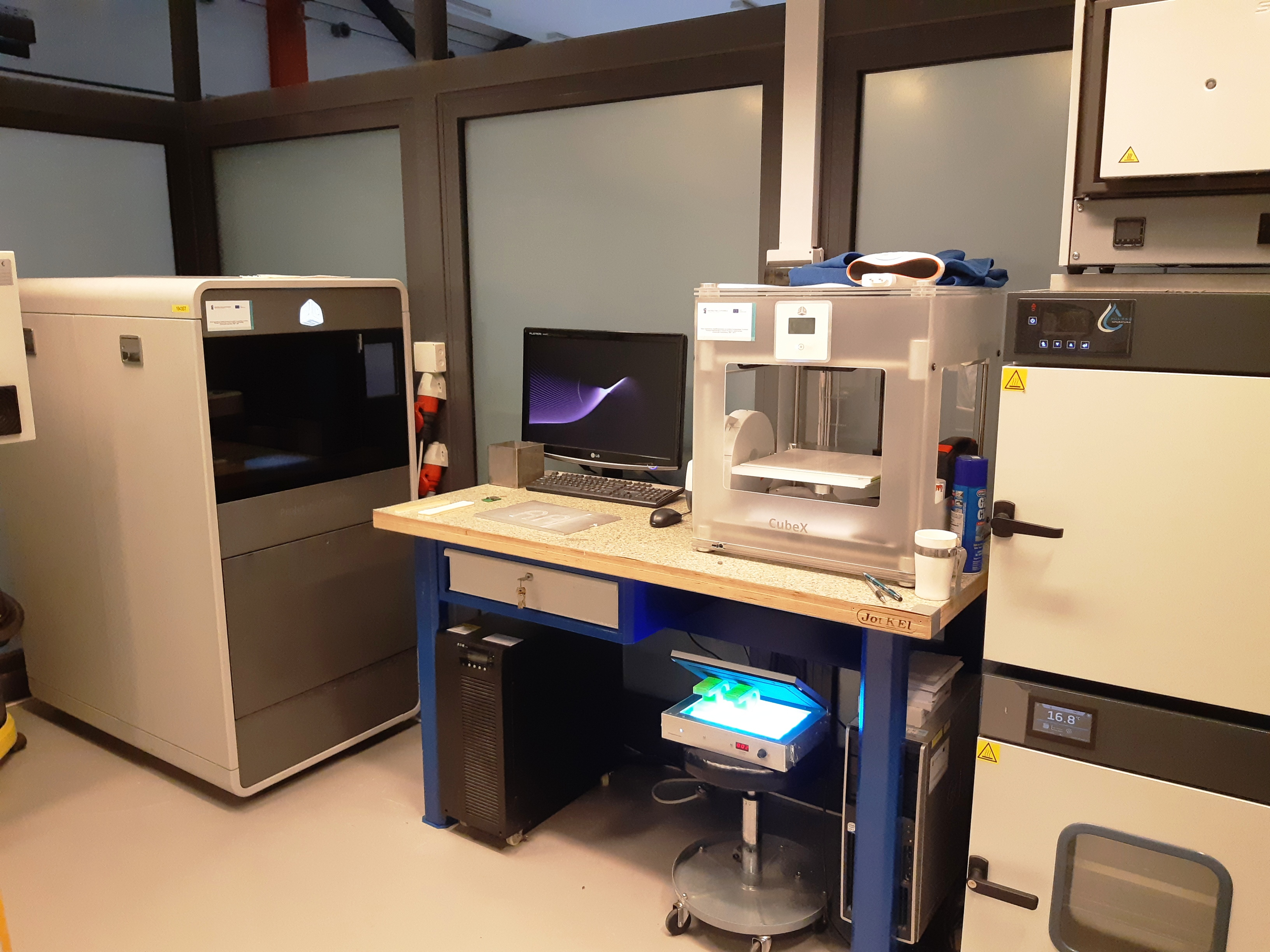
Laboratorium Szybkiego Prototypowania